# Royal Flight
Royal Flight Airlines (en ruso: АО Авиакомпания Роял Флайт), anteriormente Abakan-Avia (en ruso: ЗАО Авиакомпания Абакан-Авиа), fue una aerolínea chárter con base en Abakán, República de Jakasia.  Operó servicios chárter entre ciudades rusas y destinos de vacaciones en Sri Lanka, Grecia, Egipto, Tailandia, Turquía, Túnez, India, Indonesia, Emiratos Árabes Unidos, Bulgaria, Macao, Taiwán, Vietnam, China continental, República Dominicana, Cuba y Zanzíbar.  Su base principal era el Aeropuerto de Abakán.

## Historia

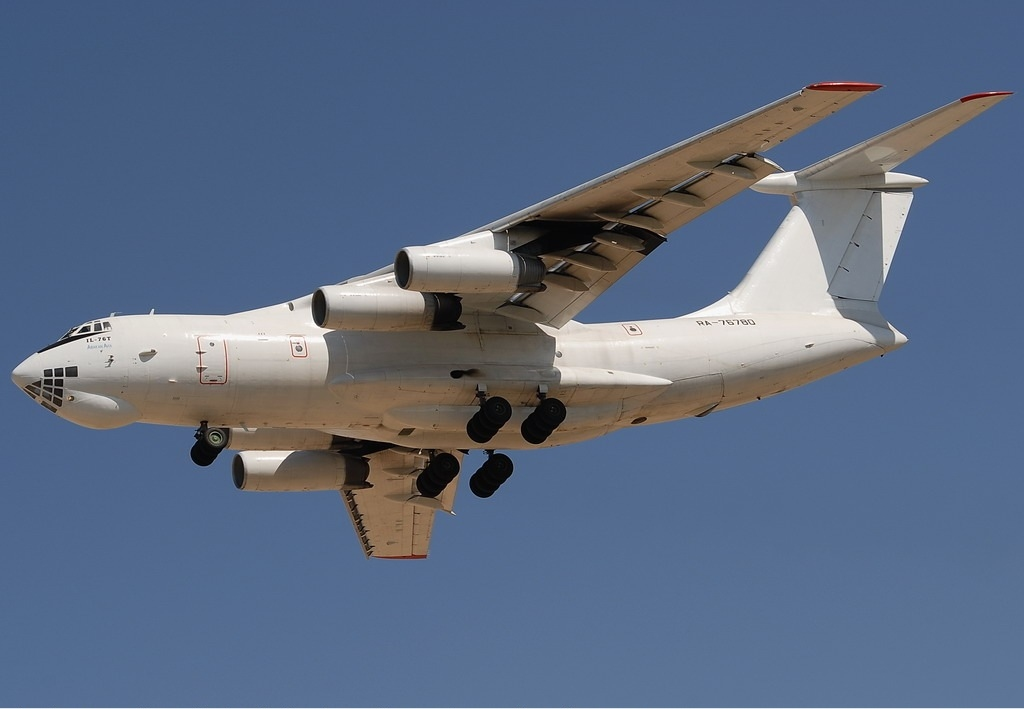
Ilyushin Il-76 de Abakan-Avia

La aerolínea se estableció en 1992 como Abakan-Avia y comenzó a operar en 1993. Se estableció a partir de una antigua unidad de Aeroflot e inició vuelos de carga nacionales en 1993 y vuelos internacionales en 1994. Sobol adquirió una participación del 70% en 1999. Tenía 76 empleados (a marzo de 2007).  En 2002 fracasó una propuesta de fusión con RusAir. En julio de 2014 fue comprado por el operador turístico ruso Coral Travel y renombrado Royal Flight Airlines el 11 de julio de 2014.

## Destinos
Royal Flight sirve los siguientes destinos:
| Country/region         | Ciudad            | Aeropuerto                                             | Notas | Referencias |
| ---------------------- | ----------------- | ------------------------------------------------------ | ----- | ----------- |
| Bulgaria               | Burgas            | Aeropuerto de Burgas                                   |       |             |
| Taiwán                 | Taipéi            | Aeropuerto Internacional de Taiwán Taoyuan             |       |             |
| Hong Kong              | Hong Kong         | Aeropuerto Internacional Hong Kong                     | Cargo |             |
| China                  | Chongqing         | Aeropuerto Internacional de Chongqing Jiangbei         |       |             |
| China                  | Guiyang           | Aeropuerto Internacional Guiyang-Longdongbao           |       |             |
| China                  | Hefei             | Aeropuerto Internacional de Hefei-Xinqiao              |       |             |
| China                  | Nanning           | Aeropuerto Internacional de Nanning-Wuxu               |       |             |
| China                  | Ningbo            | Aeropuerto Internacional de Ningbo-Lishe               |       |             |
| China                  | Macau             | Aeropuerto Internacional de Macao                      |       |             |
| Cuba                   | Varadero          | Aeropuerto Juan Gualberto Gómez                        |       |             |
| Cuba                   | Holguín           | Aeropuerto Internacional Frank País                    |       |             |
| Chipre                 | Lárnaca           | Aeropuerto Internacional de Lárnaca                    |       |             |
| República Dominicana   | Punta Cana        | Aeropuerto Internacional de Punta Cana                 |       |             |
| Grecia                 | Corfú             | Aeropuerto Internacional de Corfú-Ioannis Kapodistrias |       |             |
| Grecia                 | Cos               | Aeropuerto Internacional de Kos-Hipócrates             |       |             |
| Grecia                 | Rodas             | Aeropuerto Internacional de Rodas-Diágoras             |       |             |
| India                  | Goa               | Aeropuerto Internacional de Goa                        |       |             |
| Italia                 | Bari              | Aeropuerto de Bari-Palese                              |       |             |
| Italia                 | Catania           | Aeropuerto de Catania–Fontanarossa                     |       |             |
| Italia                 | Nápoles           | Aeropuerto de Nápoles-Capodichino                      |       |             |
| México                 | Cancún            | Aeropuerto Internacional de Cancún                     |       |             |
| Montenegro             | Tivat             | Aeropuerto de Tivat                                    |       |             |
| Marruecos              | Agadir            | Aeropuerto de Agadir-Al Massira                        |       |             |
| Rusia                  | Abakán            | Aeropuerto de Abakán                                   |       |             |
| Rusia                  | Arcángel          | Aeropuerto Internacional de Talagi                     |       |             |
| Rusia                  | Barnaul           | Aeropuerto Internacional de Barnaúl-Guermán Titov      |       |             |
| Rusia                  | Bélgorod          | Aeropuerto Internacional de Bélgorod                   |       |             |
| Rusia                  | Briansk           | Aeródromo de Bryansk                                   |       |             |
| Rusia                  | Irkutsk           | Aeropuerto Internacional de Irkutsk                    |       |             |
| Rusia                  | Kaliningrado      | Aeropuerto de Kaliningrado-Jrabrovo                    |       |             |
| Rusia                  | Kaluga            | Aeropuerto de Kaluga-Grabtsevo                         |       |             |
| Rusia                  | Kazán             | Aeropuerto Internacional de Kazán                      |       |             |
| Rusia                  | Kémerovo          | Aeropuerto Internacional de Kémerovo                   |       |             |
| Rusia                  | Janti-Mansisk     | Aeropuerto de Janti-Mansisk                            |       |             |
| Rusia                  | Krasnodar         | Krasnodar International Airport                        |       |             |
| Rusia                  | Mineralnye Vody   | Aeropuerto de Mineralnye Vody                          |       |             |
| Rusia                  | Moscú             | Aeropuerto Internacional de Moscú-Domodédovo           | Base  |             |
| Rusia                  | Moscú             | Aeropuerto Internacional de Moscú-Sheremétievo         | Base  |             |
| Rusia                  | Nizhnevatorsk     | Aeropuerto de Nijnévatorsk                             |       |             |
| Rusia                  | Nizhni Nóvgorod   | Aeropuerto Internacional de Nizhni Nóvgorod-Strigino   |       |             |
| Rusia                  | Novokuznetsk      | Aeropuerto de Novokuznetsk-Spichenkovo                 |       |             |
| Rusia                  | Novosibirsk       | Aeropuerto Internacional de Novosibirsk-Tolmachevo     |       |             |
| Rusia                  | Omsk              | Aeropuerto de Omsk-Tsentralny                          |       |             |
| Rusia                  | Oremburgo         | Aeropuerto de Oremburgo-Central                        |       |             |
| Rusia                  | Perm              | Aeropuerto Internacional de Perm-Bolshoye Sávino       |       |             |
| Rusia                  | Rostov del Don    | Aeropuerto Internacional de Róstov del Don-Plátov      |       |             |
| Rusia                  | San Petersburgo   | Aeropuerto Internacional Púlkovo                       |       |             |
| Rusia                  | Samara            | Aeropuerto Internacional de Samara-Kurúmoch            |       |             |
| Rusia                  | Sarátov           | Aeropuerto de Sarátov-Gagarin                          |       | [ 2 ]       |
| Rusia                  | Sochi             | Aeropuerto Internacional de Sochi                      |       |             |
| Rusia                  | Surgut            | Aeropuerto Internacional de Surgut                     |       |             |
| Rusia                  | Tomsk             | Aeropuerto de Tomsk-Bogashevo                          |       |             |
| Rusia                  | Tiumén            | Aeropuerto Internacional de Tiumén-Roschino            |       |             |
| Rusia                  | Ufá               | Aeropuerto Internacional de Ufá                        |       |             |
| Rusia                  | Uliánovsk         | Aeropuerto de Uliánovsk Noreste                        |       |             |
| Rusia                  | Vladivostok       | Aeropuerto Internacional de Vladivostok                |       |             |
| Rusia                  | Volgogrado        | Aeropuerto Internacional de Volgogrado                 |       |             |
| Rusia                  | Ekaterimburgo     | Aeropuerto de Ekaterimburgo-Koltsovo                   | Base  |             |
| España                 | Barcelona         | Aeropuerto Josep Tarradellas Barcelona-El Prat         |       |             |
| España                 | Palma de Mallorca | Aeropuerto de Palma de Mallorca                        |       |             |
| España                 | Reus              | Aeropuerto de Reus                                     |       |             |
| Sri Lanka              | Colombo           | Aeropuerto Internacional Bandaranaike                  |       |             |
| Tailandia              | Krabi             | Aeropuerto Internacional de Krabi                      |       |             |
| Tailandia              | Pattaya           | Aeropuerto Internacional U-Tapao                       |       |             |
| Tailandia              | Phuket            | Aeropuerto Internacional de Phuket                     |       |             |
| Túnez                  | Yerba             | Aeropuerto Internacional de Yerba-Zarzis               |       |             |
| Túnez                  | Enfidha           | Aeropuerto Internacional de Enfidha-Hammamet           |       |             |
| Turquía                | Alanya            | Aeropuerto de Gazipaşa                                 |       |             |
| Turquía                | Antalya           | Aeropuerto de Antalya                                  |       |             |
| Turquía                | Bodrum            | Aeropuerto de Milas-Bodrum                             |       |             |
| Turquía                | Dalaman           | Aeropuerto de Dalaman                                  |       |             |
| Vietnam                | Nha Trang         | Aeropuerto de Cam Ranh                                 |       |             |
| Vietnam                | Phú Quốc          | Aeropuerto Internacional de Phú Quốc                   |       |             |
| Emiratos Árabes Unidos | Dubái             | Aeropuerto Internacional de Dubái-Al Maktoum           |       | [ 2 ]       |

1. ↑  https://www.planespotters.net/airline/Royal-Flight
2. 1 2  Kommersant (en ruso). 23 de agosto de 2019 https://www.kommersant.ru/doc/4068718 |url= sin título (ayuda). Parámetro desconocido |script-title= ignorado (ayuda)

## Flota

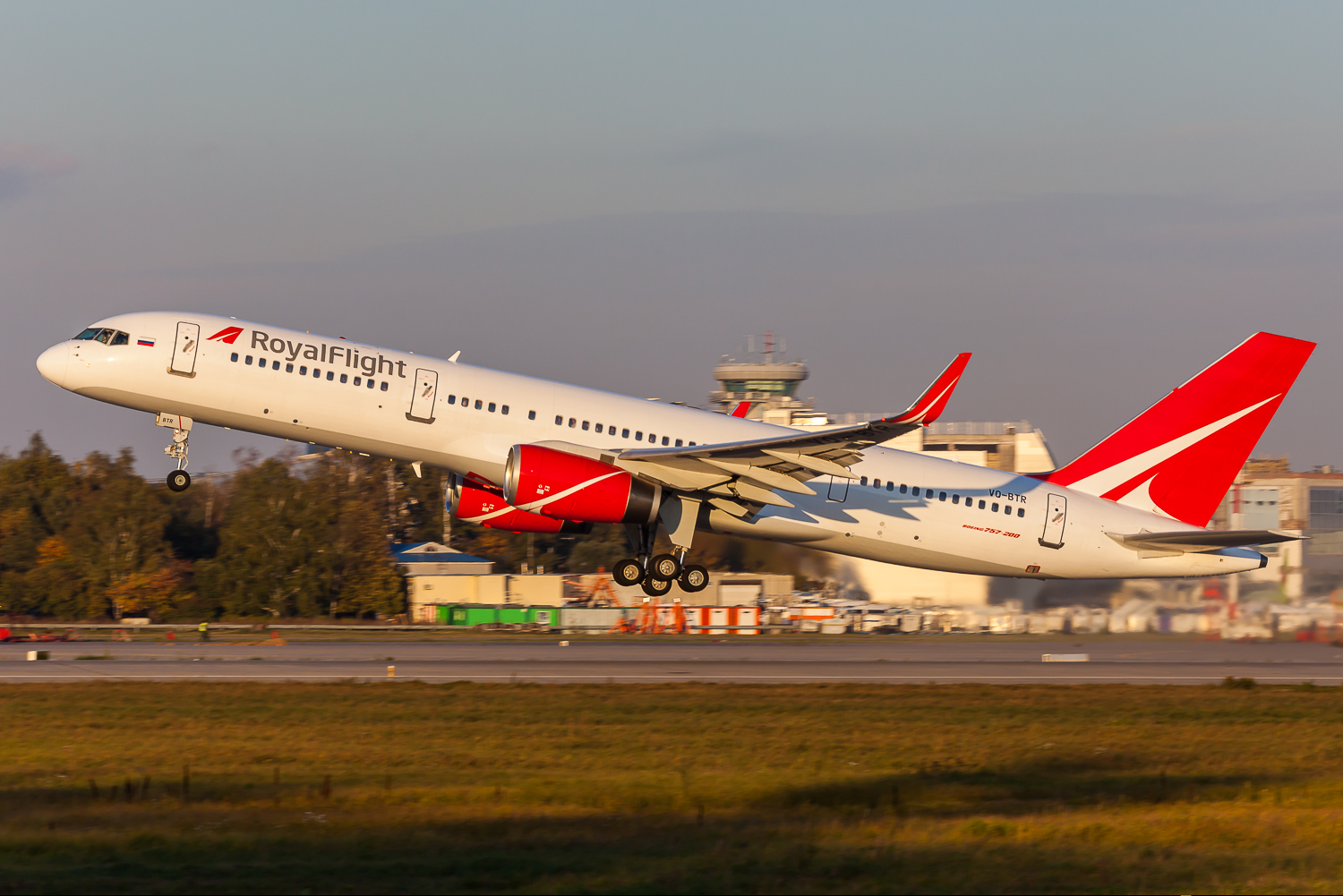
Boeing 757-200 de Royal Flight

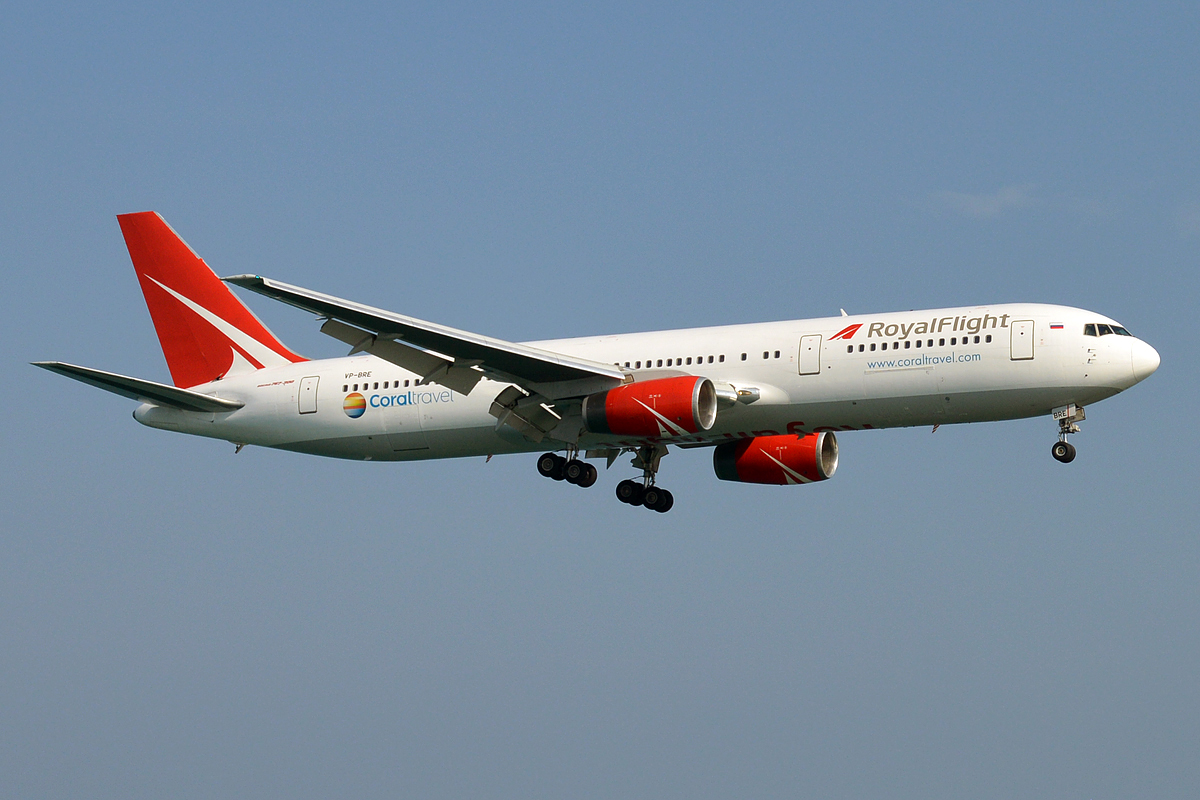
Boeing 767-300ER de Royal Flight

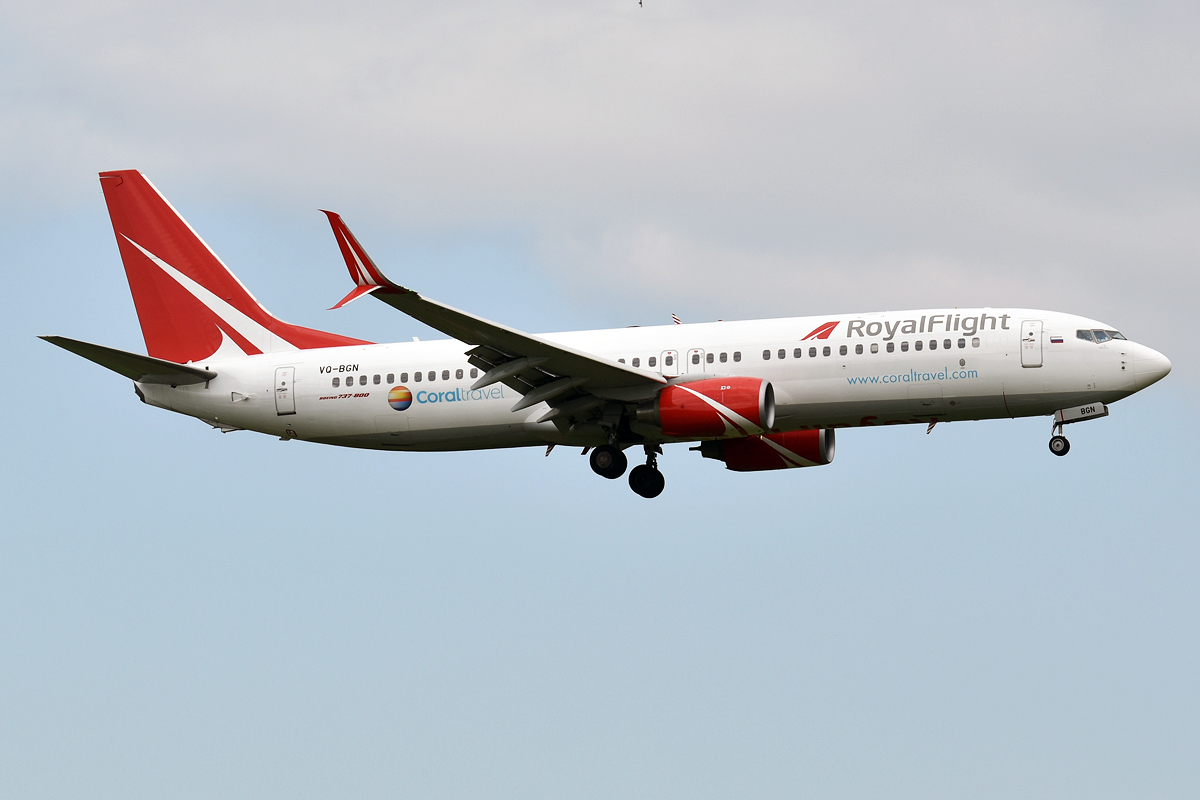
Boeing 737-800 de Royal Flight

La flota de Royal Flight consiste en estas aeronaves:
| Aeronave       | En servicio | Órdenes | Pasajeros | Pasajeros | Pasajeros | Notas |
| Aeronave       | En servicio | Órdenes | EJ        | EC        | Total     | Notas |
| -------------- | ----------- | ------- | --------- | --------- | --------- | ----- |
| Boeing 737-800 | 1           | —       | —         | 189       | 189       |       |
| Boeing 757-200 | 1           | —       | —         | 235       | 235       |       |
| Total          | 2           | —       |           |           |           |       |

- Datos: Q17492738
- Multimedia: Royal Flight / Q17492738